# Thelidiopsis
Thelidiopsis — рід грибів родини Verrucariaceae. Назва вперше опублікована 1921 року.

## Класифікація
До роду Thelidiopsis відносять 4 види:
- Thelidiopsis lapponica
- Thelidiopsis mangiferae
- Thelidiopsis robinsonii
- Thelidiopsis siplei